# 금동삼존불감
금동삼존불감(金銅三尊佛龕)은 대한민국 서울특별시 간송미술관에 있는, 고려시대의 금동 삼존불과 불감(佛龕)이다. 1962년 12월 20일 대한민국의 국보 제73호로 지정되었다.

## 개요
불상을 모시기 위해 나무나 돌, 쇠 등을 깎아 일반적인 건축물보다 작은 규모로 만든 것을 불감(佛龕)이라고 한다. 불감은 그 안에 모신 불상의 양식뿐만 아니라, 당시의 건축 양식을 함께 살필 수 있는 중요한 자료가 된다.
이 작품은 높이 18cm의 작은 불감으로, 청동으로 불감과 불상을 만들고 그 위에 금칠을 하였다. 불감 내부를 살펴보면 난간을 두른 사각형의 기단 위에 본존불과 양 옆에 보살상이 있으며, 그 위에 기둥과 지붕으로 된 뚜껑이 덮혀 있다. 법당 모양의 뚜껑에는 앞면과 양쪽에 커다란 창문이 있어서 안에 모셔진 불상을 잘 볼 수 있도록 하였다.
본존불은 얼굴이 추상적이고, 양 어깨를 감싸고 있는 옷은 주름을 간략한 선으로 표현했다. 몸 뒤편에 있는 광배(光背)는 머리광배와 몸광배로 나누어져 있으며, 불꽃무늬로 가장자리를 장식하고 있다. 본존불 양 옆의 보살상도 구슬로 장식된 관(冠)을 쓰고 있다는 점을 제외하면 형식이나 표현 수법이 본존불과 유사하다.
불감은 지금도 금색이 찬란하고 지붕에 녹청색이 남아 있는 등 전체적인 보존 상태가 양호하다. 본존불의 긴 허리, 불규칙하게 나타나는 옷주름, 그리고 보살이 쓰고 있는 구슬로 장식한 관(冠) 등 여러 양식으로 보아 만든 시기는 중국 북방 계통의 영향을 받은 11∼12세기 경으로 추정된다. 이 작품은 고려시대 또는 그 이전의 목조건축 양식과 조각수법을 보여주는 귀중한 예라는 점에서 가치가 크다고 할 수 있다.

## 참고 자료
- 금동삼존불감 - 국가유산청 국가유산포털